# Moqui Marbles

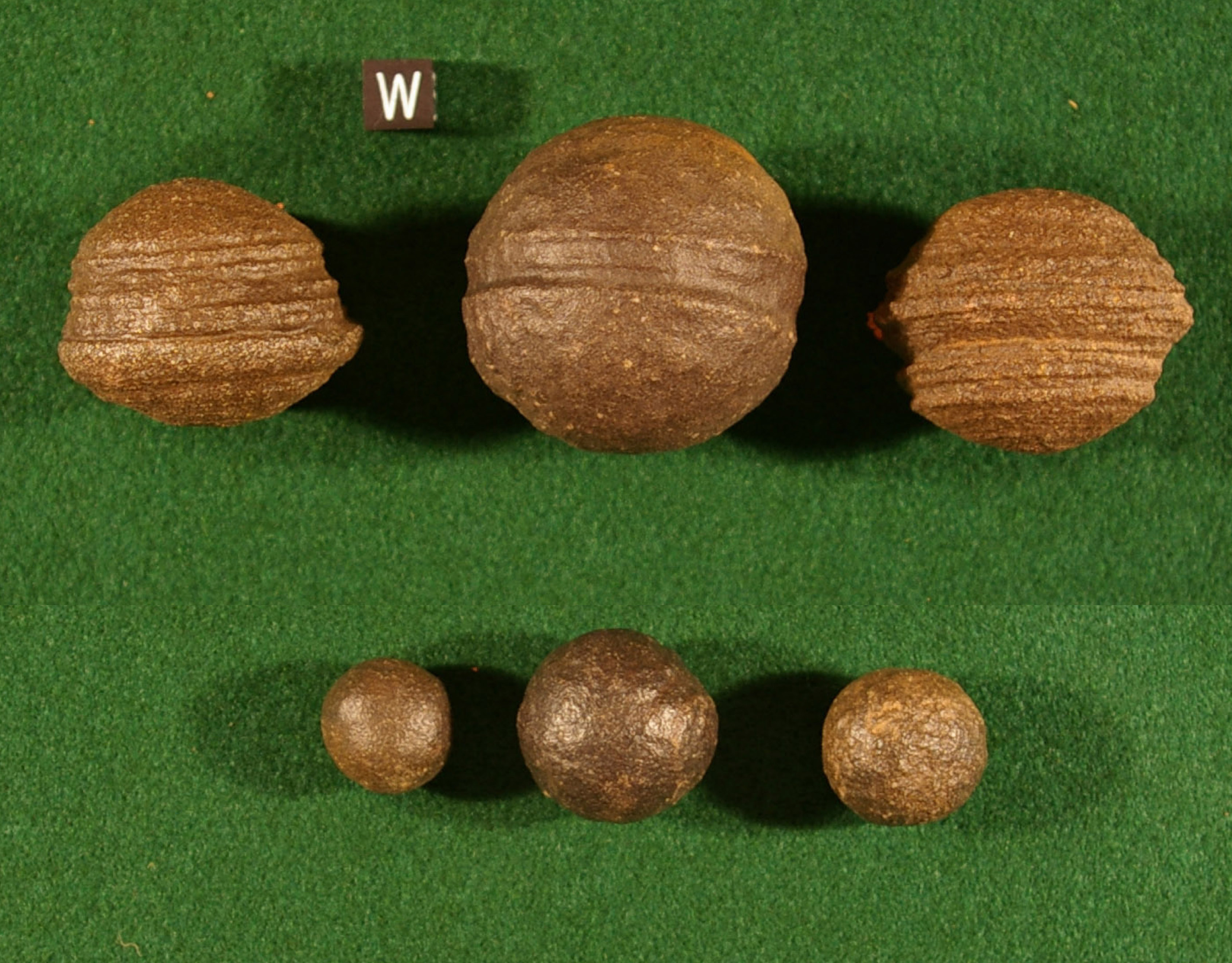
Moqui Marbles z oblasti Colorado Plateau, stát Utah, USA. Ploška, na snímku označená „W“, představuje délku 1 cm.

Moqui Marbles jsou železito-pískovcové konkrece převážně kulovitého tvaru, vyskytující se v některých lokalitách v oblasti Koloradské plošiny  na jihu a jihovýchodě státu Utah (USA).

## Původ názvu
Pojmenování těchto konkrecí je odvozováno od dřívějšího jména indiánského kmene Hopi - Moqui.  Marble je anglický výraz nejen pro mramor, ale především pro kuličku, zejména kuličku na hraní. 

## Charakteristika a vznik
Jedná se o konkrece různých odstínů okrové, hnědé až tmavě hnědé barvy v závislosti na obsahu železa. Konkrece, obvykle o velikosti 1 – 5 cm, mívají kulovitý, případně čočkovitý tvar, někdy vytvářejí po spojení dvou či více kuliček tvary podlouhlejších trubic. Křemitá hmota kuliček je prostoupena hematitem, který vytváří pevný „obal“ konkrece, zatímco střed kuličky bývá vyplněn křemičitým tmelem, často též s příměsí železa.
Podmínkou vzniku těchto konkrecí byla přítomnost vody. Železo, rozpuštěné v podzemní vodě, se vysráželo v podobě hematitu a goethitu a vytvořilo na křemičitých zrnech železité povlaky. Od obsahu železa v těchto konkrecích je odvozena i jejich tvrdost. Vlivem dlouhodobého zvětrávání a eroze pískovcových masívů a následného odnosu písku se tyto pevné železité konkrece postupně objevily na povrchu.

## Pověsti a pověry
Kuličky Moqui Marbles jsou známy z mytologie indiánských kmenů, žijících v dané oblasti USA. Slovo moqui  v jazyce Hopiů znamená mrtvý, respektive ten drahý, který odešel. Podle indiánských pověstí zesnulí příbuzní příslušníků kmene Hopi za nocí přicházeli na zem do blízkosti svých někdejších sídel a hráli si s těmito kuličkami. Hopiové přechovávali tyto kuličky i ve svých obydlích, aby měli čím přivítat zemřelé příslušníky své rodiny, pokud by je navštívili. Moqui Marbles sloužily indiánům i k praktičtějšímu účelu – jako zdroj pro přípravu okrových barviv. V moderní době bývá použití těchto kuliček propagováno v rámci léčitelství a praktického esoterismu.

## České Moqui Marbles

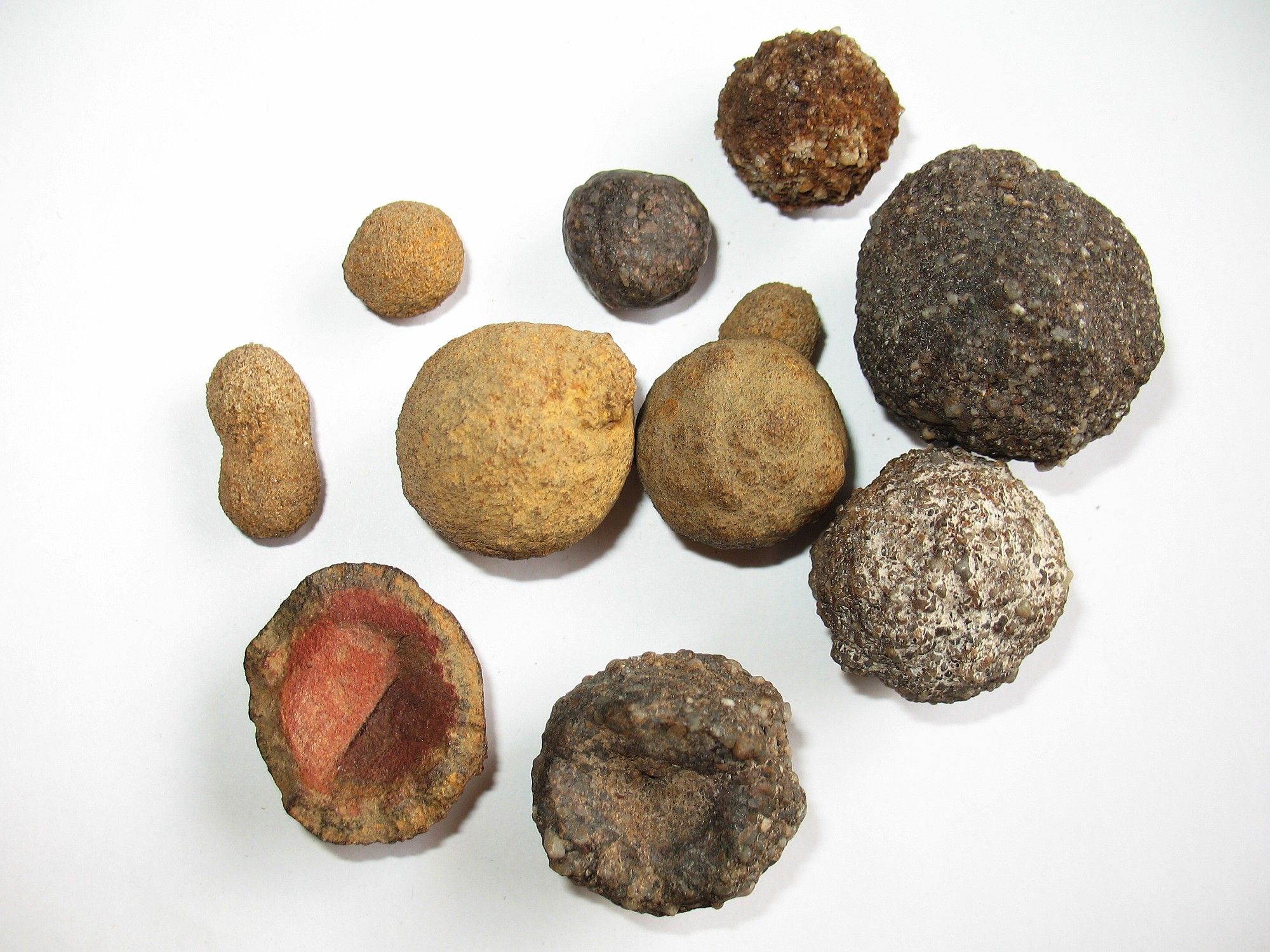
Různé podoby bouřkových kuliček z Českolipska
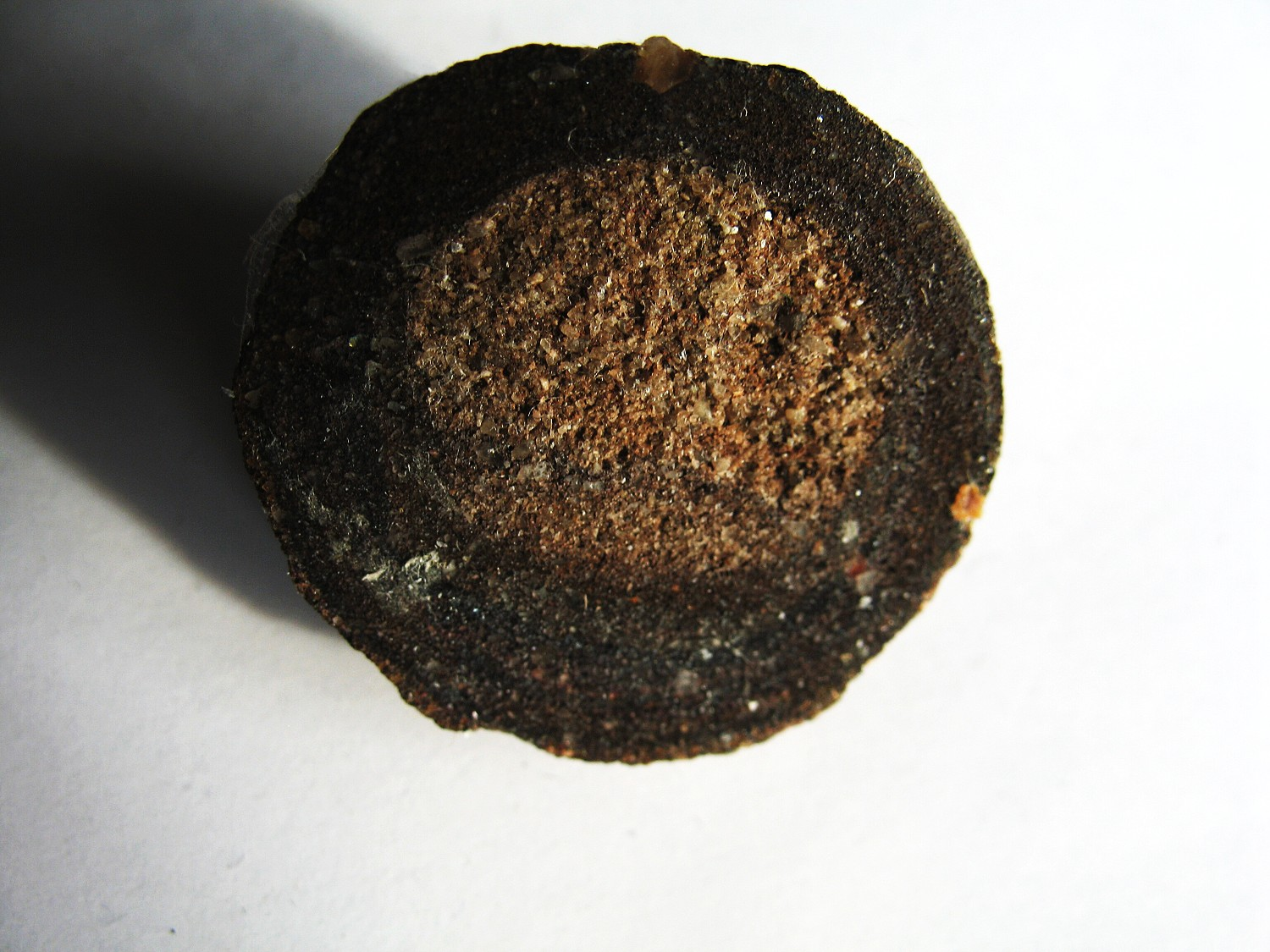
Železitá konkrece z Rovenska pod Troskami, průměr řezné plochy 2,5 cm
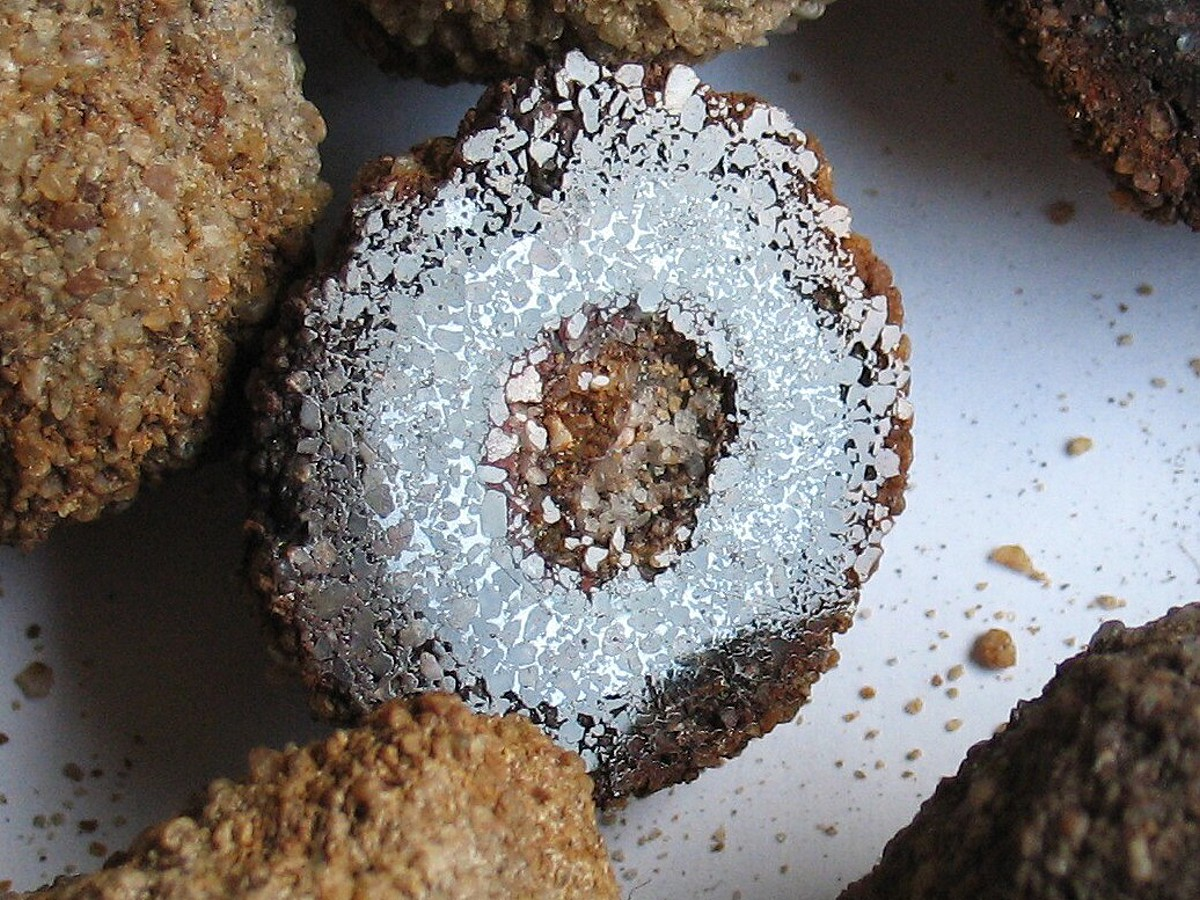
Řez hematitovou kuličkou z lokality Malá Buková v  Geoparku Ralsko, průměr 3 cm
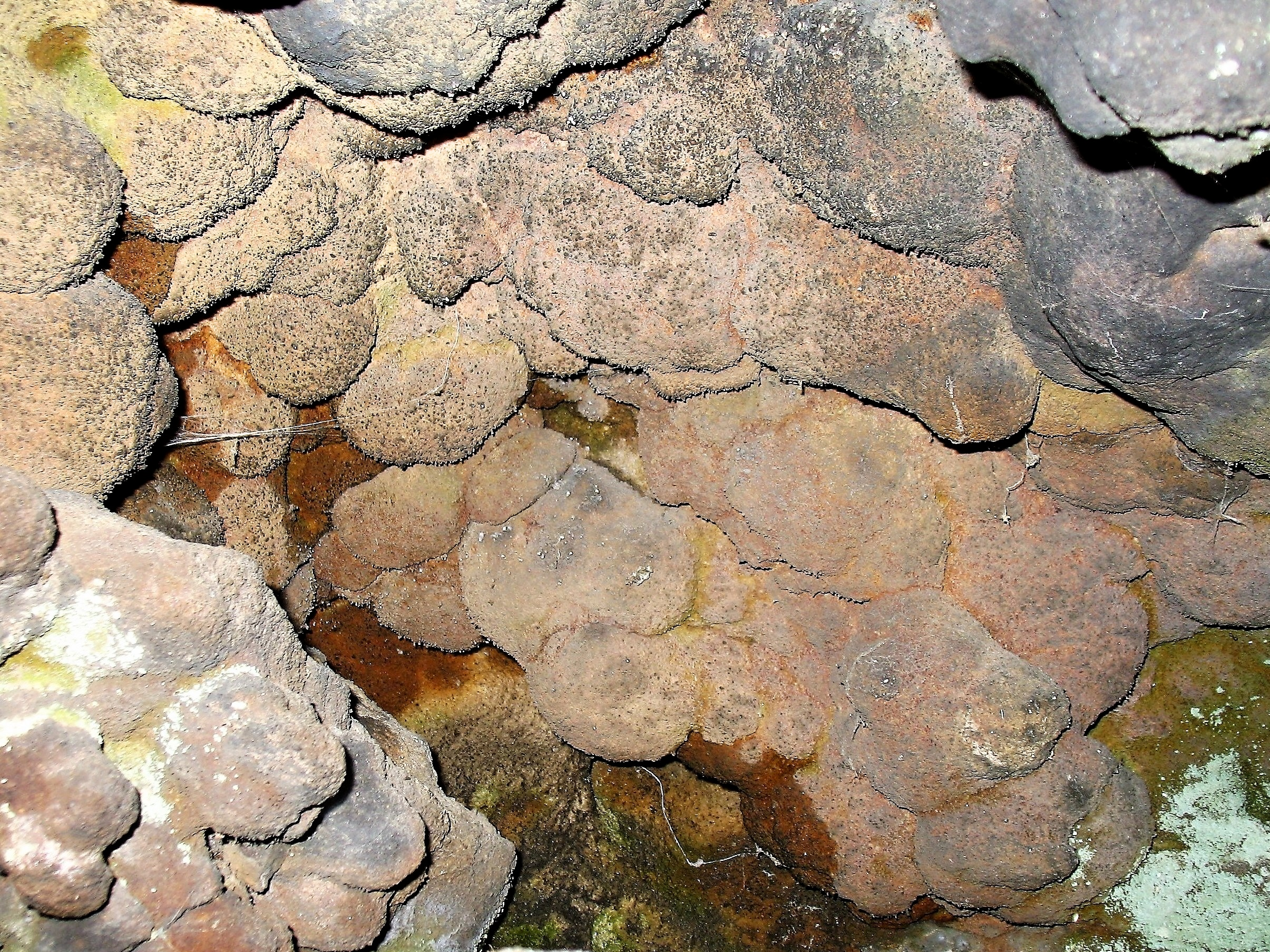
Železité konkrece ve skalním výchozu na Víšku v Ralsku
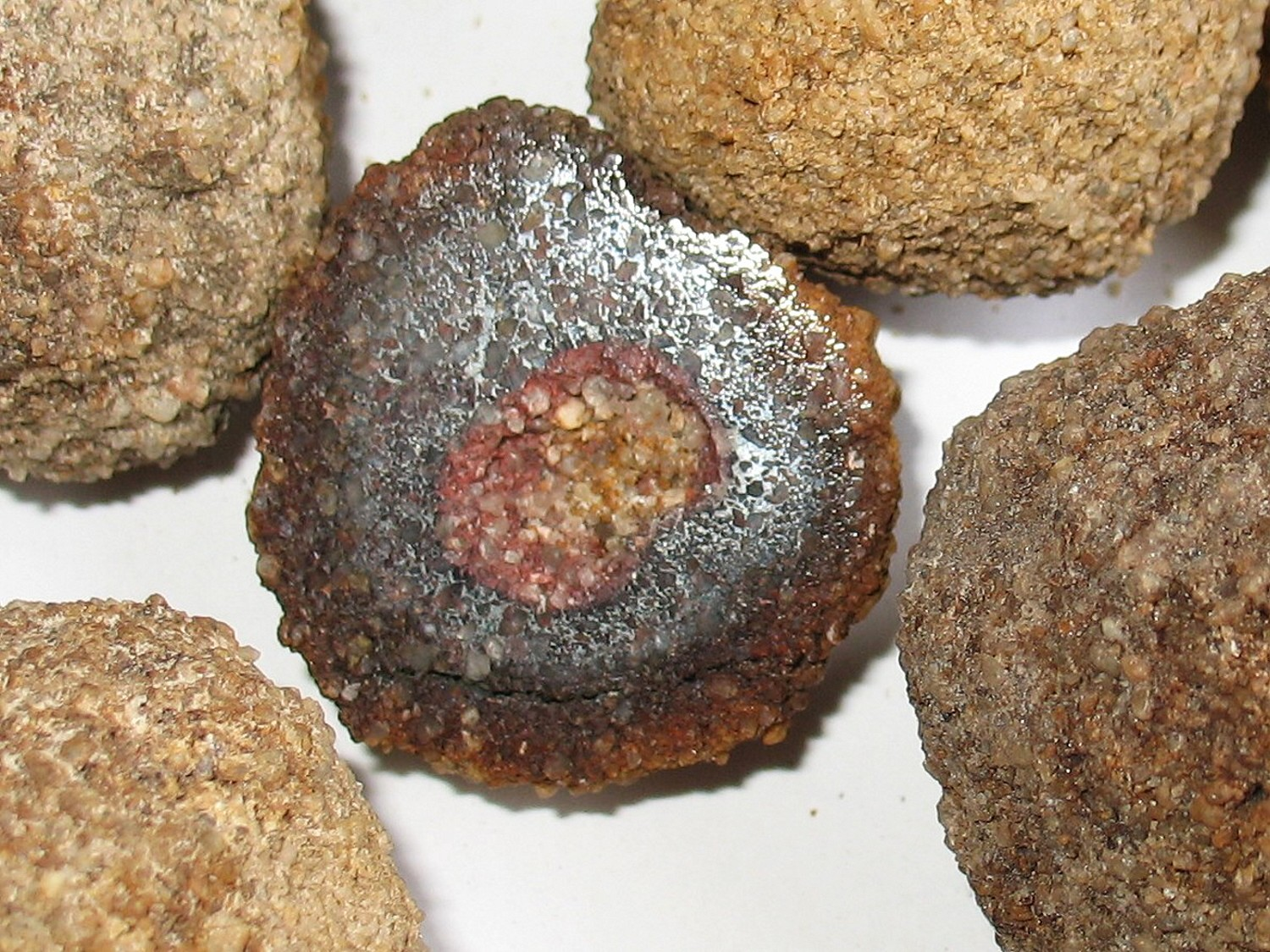
Na řezu hematitovou konkrecí z prostoru Ralsko jsou patrné její vnitřní vrstvy a struktura

Méně známou skutečností je, že podobně hojně, jako v americkém Utahu (oblast Grand Staircase-Escalante National Monument), se tyto železito-pískovcové kuličky vyskytují i v severních Čechách, zejména na Českolipsku. Jedná se například o lokality u obce Prysk, prostor mezi Manušicemi, Horní Libchavou a Slunečnou, některá místa v okolí Dubé a v  bývalém vojenském prostoru Ralsko na území jednoho z českých národních geoparků - Geoparku Ralsko. Místa nálezů těchto konkrecí, kterým se říkalo bouřkové kuličky, byla popsána již v polovině 19. století, ale pak upadla v zapomnění. Ojedinělejší výskyty podobných konkrecí byly zaznamenány i v okolí Rovenska pod Troskami a na Trutnovsku.

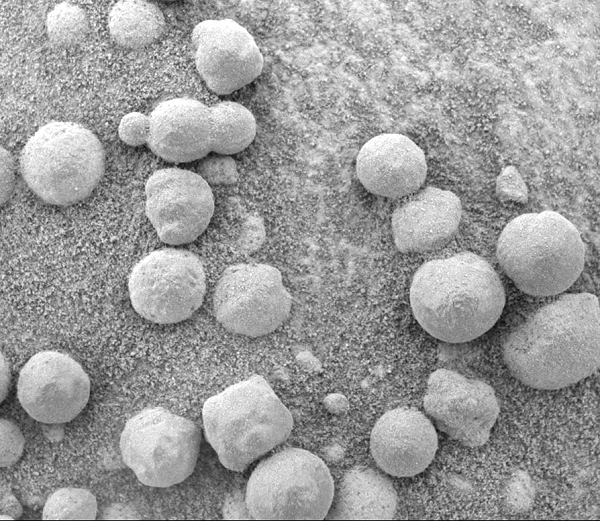
Tzv. Marťanské borůvky z kráteru Eagle na Marsu

## Marťanské kuličky
Třetí lokalita, na níž byl doložen hojný výskyt podobných kulovitých konkrecí, se nachází již mimo planetu Zemi. Jedná se o planetu Mars. V roce 2004 americká planetární sonda Opportunity  při provádění geologického průzkumu na Marsu v oblasti roviny Meridiani Planum objevila na povrchu množství hematitových kuliček, jimž se začalo přezdívat Marťanské kuličky nebo Marťanské borůvky. Nález těchto konkrecí bývá považován za důkaz toho, že na Marsu kdysi musela existovat voda, respektive horké prameny, které by umožnily vznik těchto hematitových kuliček.

### Poznámka
Některé prameny uvádějí další pozemská místa výskytu kulovitých konkrecí typu Moqui Marbles, avšak bez bližšího popisu lokalit: oblast Unterer Bundsandstein v Durynsku (SRN), Lotrinsko ve Francii, dále Anglie a jihovýchodní Asie.